# American Vegetarian Party
American Vegetarian Party var ett amerikanskt politiskt parti grundat den 28 juli 1947. Partiet höll konvent och nominerade kandidater till president och vicepresident i flera nationella val.